# Будика: Королева воинов
«Будика: Королева воинов» (англ. Boudica) — британский исторический фильм режиссёра Джесси Джонсона с Ольгой Куриленко в главной роли. Вышел в прокат 2 ноября 2023 года.

## Сюжет
Действие фильма происходит в Британии в I веке н. э. Царица бриттского племени иценов Будика (Боудикка) поднимает восстание против Рима, чтобы отомстить за своего мужа Прасутага и дочерей.

## В ролях
- Ольга Куриленко — Будика[2]
- Клайв Стэнден — Прасутаг
- Ник Моран — Катус Дециан
- Рита Ташингем — мать
- Петер Францен — Вольфгар
- Джеймс Фолкнер — старый друид
- Люси Мартин — Картиманда
- Лео Грегори — Киаран
- Гарри Киртон — Нерон
- Энди Беквит — хранитель
- Лилибет Бутанасева — Бре

## Производство и премьера
Фильм режиссировал Джесси Джонсон, главную роль сыграла Ольга Куриленко. Кроме того, в «Будике» играют несколько актёров из сериала «Викинги» (Петер Францен, Клайв Стэнден и Люси Мартин), Ник Моран, Рита Ташингэм, Джеймс Фолкнер, Гарри Киртон, Лео Грегори. 2 сентября 2023 года вышел первый трейлер, в прокат картина вышла 2 ноября 2023 года.
«Будика» получила невысокие оценки от критиков и зрителей. Рейтинг фильма на портале IMDb составил всего 4,4 из 10. Обозреватель «Коммерсанта» Юлия Шагельман пишет в своей рецензии о «бросающемся в глаза отсутствии бюджета», о серьёзных проблемах со связностью сюжета и исторической достоверностью, которые сближают «Будику» с фэнтезийными боевиками 1980-х годов. Портал Кино@mail.ru дал фильму 3 балла из 10, похвалив бойкость и кровавость боевых сцен, а также Ольгу Куриленко в образе заглавной героини, но в то же время раскритиковав общую дешевизну постановки, нелепость диалогов, слабую актерскую игру и предсказуемость сюжетных поворотов.  Автор The Guardian Лесли Фельперин оценила фильм в два балла из пяти. По её мнению, сильная сторона картины — постановка боевых сцен, а слабые стороны — режиссура и сценарий Джонсона и неубедительная игра Куриленко.